# Millettia cabrae
Millettia cabrae är en ärtväxtart som beskrevs av De Wild. Millettia cabrae ingår i släktet Millettia och familjen ärtväxter. Inga underarter finns listade i Catalogue of Life.